# Дисковий масив

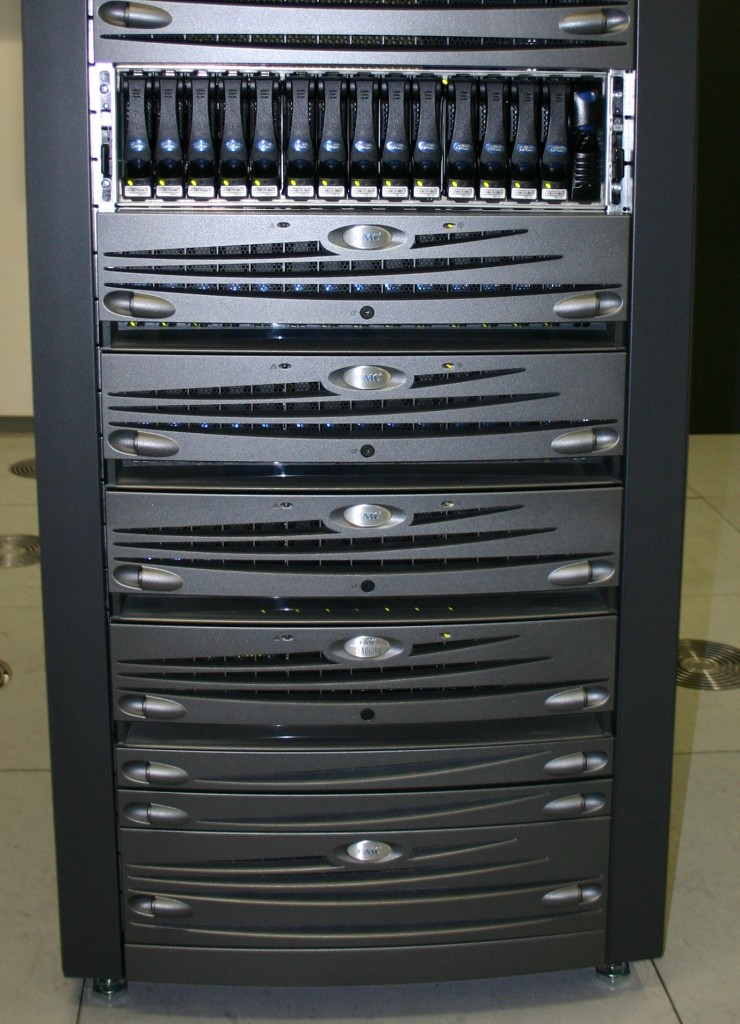
Дисковий масив Mid-range класу EMC CLARiiON CX500 (Кришка одній з полиць відкрита). Початок 2000-х.

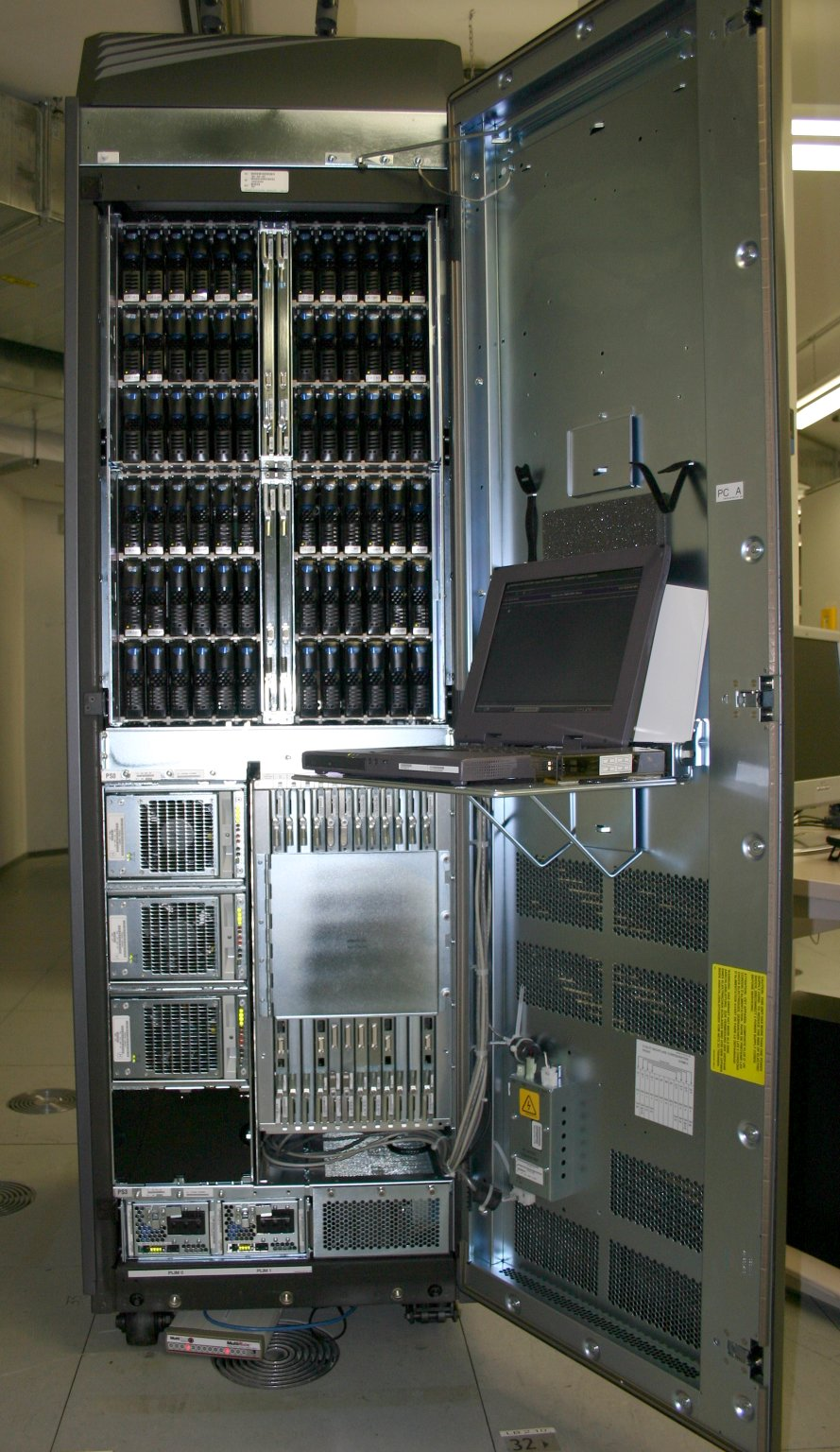
Дисковий масив Hi-End класу EMC Symmetrix DMX-1000. Початок 2000-х.

Ди́сковий маси́в - зовнішній пристрій зберігання, що складається з декількох жорстких дисків.

## Опис
На відміну від відсіків для встановлення жорстких дисків в корпус комп'ютера, являє собою куди більш складну систему, що включає такі компоненти:
- контролери, що мають здатність віртуалізації, і здатні створювати RAID.
- Кеш-пам'ять. Залежно від конструкції може бути на борту контролера, так і окремим конструктивом дискового масиву.
- Блоки живлення. Промислові дискові масиви мають надлишкове резервування блоків живлення.
- Окреме резервне живлення для контролера і кеш-пам'яті.
- Засоби охолодження дисків і контролерів, вентилятори і т. д.
- Контролери доступу споживачів до дискового простору: FC, SCSI, Ethernet.
- Кошики для дисків. Блоками на декілька дисків або окремі диски.
- Власне самі диски.

Деякі з цих блоків можуть бути виконані у вигляді єдиної плати, наприклад: RAID-контролер, разом з кеш-пам'яттю, резервним живленням кешу, і контролером доступу. Також в деяких, менш дорогих пристроях, можуть бути відсутні якісь компоненти або їх резервування.
Зазвичай дисковий масив забезпечує високу доступність завдяки:
- резервуванню надлишковими компонентами: диски, блоки живлення
- резервуванню шляхів доступу до дискового масиву: Multipath
- можливості гарячої заміни.

Також дискові масиви можуть забезпечувати підвищену швидкість доступу до даних або збільшену пропускну здатність завдяки:
- Кеш-пам'яті
- використанню RAID
- балансуванню навантаження на контролер засобами технології Multipath
- Предикативному читанню.

Підключається до сервера по інтерфейсах: SCSI, Fibre Channel, ESCON, FiCON, Ethernet, USB та ін.